# USS Vicksburg (CL-86)
USS Vicksburg (CL-86) là một tàu tuần dương hạng nhẹ thuộc lớp Cleveland của Hải quân Hoa Kỳ được hoàn tất vào giai đoạn cuối Chiến tranh Thế giới thứ hai. Nó là chiếc tàu chiến thứ ba của Hải quân Mỹ được đặt cái tên này, theo tên thành phố Vicksburg thuộc tiểu bang Mississippi. Nó đã phục vụ tại Mặt trận Thái Bình Dương từ khi nhập biên chế cho đến khi chiến tranh kết thúc. Giống như hầu hết các tàu chị em cùng lớp, nó xuất biên chế không lâu sau đó, được đưa về lực lượng dự bị và không bao giờ phục vụ trở lại. Con tàu bị bán để tháo dỡ vào năm 1964. Vicksburg được tặng tưởng hai Ngôi sao chiến trận cho thành tích hoạt động trong Thế Chiến II.

## Thiết kế và chế tạo

### Thiết kế
Lớp Cleveland được thiết kế nhằm mục đích gia tăng tầm xa hoạt động, tăng cường hỏa lực phòng không và sự bảo vệ chống ngư lôi so với các tàu tuần dương Hoa Kỳ trước đây. Cho dù kém hơn ba nòng pháo 6-inch so với những chiếc lớp Brooklyn dẫn trước, hệ thống kiểm soát hỏa lực mới và tiên tiến hơn giúp cho lớp Cleveland có được ưu thế về hỏa lực trong chiến đấu thực tế. Tuy nhiên việc tăng cường thêm dàn hỏa lực phòng không hạng nhẹ cho đến cuối Thế Chiến II khiến các con tàu bị nặng đầu đáng kể.

### Chế tạo
Vicksburg thoạt tiên được đặt lườn như là chiếc Cheyenne vào ngày 26 tháng 10 năm 1942 tại xưởng tàu của hãng Newport News Shipbuilding & Dry Dock Company tại Newport News, Virginia, nhưng nó được đổi tên thành Vicksburg đúng một tháng sau đó. Nó được hạ thủy vào ngày 14 tháng 12 năm 1943, được đỡ đầu bởi cô Muriel Hamilton, con gái thị trưởng J. C. Hamilton của thành phố Vicksburg, Mississippi, và được cho nhập biên chế tại Xưởng hải quân Norfolk vào ngày 12 tháng 6 năm 1944 dưới quyền chỉ huy của hạm trưởng, Đại tá Hải quân William C. Vose.

## Lịch sử hoạt động

### Chạy thử máy và huấn luyện
Vicksburg được tiếp tục trang bị hoàn thiện tại Norfolk, Virginia cho đến tháng 7, và nó tiến hành giai đoạn chạy thử máy sơ khởi trong vịnh Chesapeake trước khi lên đường đi sang Tây Ấn thuộc Anh vào ngày 7 tháng 8. Chiếc tàu tuần dương hạng nhẹ sau đó hoạt động ngoài khơi Trinidad, hoàn tất việc chạy thử máy huấn luyện tại vịnh Paria trong các ngày 12–30 tháng 8, tiến hành thực tập bắn phá bờ biển ngoài khơi Culebra, Puerto Rico vào ngày 1 tháng 9, và vào ngày hôm sau đã lên đường đi Hampton Roads cùng các tàu khu trục Broome và Simpson.
Quay trở về Hampton Roads không lâu sau đó, Vicksburg tiến hành thực tập định vị radar trong ngày 9 tháng 9 và thực hành bắn mục tiêu giả ngoài khơi Cap May vào ngày 10 tháng 9. Nó trải qua đợt đại tu sau chạy thử máy tại Xưởng hải quân Boston từ ngày 11 đến ngày 24 tháng 9, cân chỉnh thiết bị ngoài khơi Rockland, Maine, rồi tham gia các thử nghiệm của phòng thí nghiệm phóng xạ hải quân tại khu vực lân cận đảo Deer tại cảng Boston. Sau khi trình diện tại Boston, Vicksburg hoạt động tại khu vực vịnh Narragansett, eo biển Block Island và eo biển Long Island, phục vụ như là tàu huấn luyện trước khi nhập biên chế cho thủy thủ đoàn của những tàu chiến lớn trong các ngày 5–15 tháng 12.
Vicksburg quay trở vào Xưởng hải quân Norfolk ngày 17 tháng 12, và tiếp tục ở lại đây cho đến khi tiến hành chạy thử máy sau cùng trong vịnh Chesapeake vào những ngày cuối cùng của năm 1944. Chiếc tàu chiến rời Hampton Roads vào ngày 1 tháng 1 năm 1945, gặp gỡ các tàu khu trục Rodman và Emmons tại lối ra vào vịnh Chesapeake để hình thành nên Đội đặc nhiệm 21.12. Vicksburg cùng các tàu hộ tống đi đến Cristobal thuộc vùng kênh đào Panama bốn ngày sau đó, băng qua kênh đào Panama xế chiều ngày 5 tháng 1, rồi thả neo tại Balboa, Panama, nơi Đội đặc nhiệm 21.12 được giải thể.
Vicksburg lên đường hướng sang quần đảo Hawaii vào ngày 6 tháng 1 năm 1945, đến Trân Châu Cảng vào ngày 17 tháng 1. Chiếc tàu tuần dương hạng nhẹ tiến hành thực tập ngoài khơi Oahu cho đến cuối tháng 1, bao gồm việc theo dõi máy bay, tập bắn vào mục tiêu giả, dẫn đường máy bay tiêm kích, chuẩn hóa radar cùng thực hành chiến trận tầm ngắn và tầm xa. Vicksburg rời Trân Châu Cảng lúc 08 giờ 00 ngày 5 tháng 2, đi đến Saipan thuộc quần đảo Mariana vào ngày 13 tháng 2. Tại đây nó được tiếp nhiên liệu từ chiếc Enoree để chuẩn bị cho hoạt động tiếp theo, chiến dịch đầu tiên của con tàu mới, cuộc bắn phá Iwo Jima.

### Iwo Jima - 1945
Ngày hôm sau, Vicksburg rời Saipan để gia nhập cùng các đơn vị khác của Đội đặc nhiệm 52.19 ngoài biển. Ngày 15 tháng 2, chiếc tàu tuần dương hạng nhẹ được phân về Đơn vị Đặc nhiệm 54.9.2 (đội "Baker"), vốn còn bao gồm các thiết giáp hạm Nevada và Idaho, các tàu tuần dương hạng nặng Chester và Pensacola cùng nhiều tàu khu trục. Lực lượng này sau đó được tách thành hai nhóm, trong đó Vicksburg tham gia cùng Chester và Pensacola, chiếm lấy vị trí tác chiến lúc 06 giờ 51 phút để tiến hành bắn phá bờ biển. Lúc 07 giờ 09 phút, Vicksburg phóng một chiếc thủy phi cơ OS2U Kingfisher lên và bắt đầu khai hỏa. Dưới sự chỉ điểm của máy bay trinh sát, các khẩu pháo 6 inch của chiếc tàu tuần dương nhắm vào mục tiêu ở phần cực Bắc đảo Iwo Jima ở khoảng cách 12.000 yd (11.000 m).
Các cơm mưa rào đã làm hạn chế tầm nhìn của máy bay trinh sát, nhưng thỉnh thoảng đội bay vẫn quan sát được khu vực mục tiêu. Lúc 08 giờ 08 phút, Vicksburg hoàn tất đợt bắn phá thứ nhất, thu hồi máy bay của nó để tiếp nhiên liệu. Đến 09 giờ 47 phút, chiếc tàu tuần dương hạng nhẹ tiến hành đợt bắn phá thứ hai; vẫn bị ảnh hưởng bởi thời tiết xấu bên trên mục tiêu, máy bay trinh sát vẫn được phóng lên và hướng dẫn hỏa lực pháo trong phạm vị có thể quan sát qua bầu trời đầy mây. Tuy nhiên, sau giữa trưa, tầm nhìn được cải thiện đáng kể, cho phép con tàu bắn chính xác vào mục tiêu trong đợt bắn phá thứ ba.
Vicksburg tung thủy phi cơ Kingfisher của nó ra lúc 12 giờ 49 phút, được điều khiển bởi Trung úy J. B. Nabors, Jr. Lúc 14 giờ 14 phút, hiệu thính viên vô tuyến ghi được báo cáo của Nabors về việc máy bay của anh phải chịu đựng hỏa lực phòng không của Nhật Bản. Không lâu sau đó, một chiếc A6M Zero tấn công chiếc Kingfisher vốn chậm và mong manh hơn. Tuy nhiên, trận chiến diễn ra sau đó không kéo dài và kết thúc tốt đẹp cho phía Hoa Kỳ, khi một chiếc Kingfisher từ tàu tuần dương Pensacola bắn hạ được chiếc Zero, cho phép máy bay của Vicksburg tiếp tục hoạt động trinh sát từ trên không mà không bị đối phương ngăn trở. Một giờ rưỡi sau đó, Vicksburg hoàn tất đợt bắn pháo thứ ba và thu hồi chiếc Kingfisher. Không lâu trước 16 giờ 00, chiếc tàu tuần dương hạng nhẹ lại phóng lên một thủy phi cơ khác, và lúc 16 giờ 18 phút tiến hành đợt bắn pháo thứ tư từ khoảng cách 10.000 yd (9.100 m). Sau khi hoàn tất nhiệm vụ bắn pháo lúc 17 giờ 27 phút và thu hồi máy bay, Vicksburg và các tàu tháp tùng gia nhập cùng các tàu làm nhiệm vụ hỗ trợ khác để rút lui trong đêm ở tốc độ 14 kn (26 km/h).
Vicksburg tiếp tục ở lại ngoài khơi Iwo Jima bắn pháo hỗ trợ cho cuộc đổ bộ cho đến tháng 3, trước khi đi đến Ulithi vào ngày 5 tháng 3 để tiếp nhiên liệu và tiếp tế. Chiếc tàu tuần dương ra khơi trở lại vào ngày 14 tháng 3 trong thành phần Đội đặc nhiệm 58.1, một đơn vị tàu sân bay nhanh tấn công thuộc Đệ Ngũ hạm đội vốn có nhiệm vụ không kích nhằm vô hiệu hóa sức mạnh không quân Nhật Bản khi Đồng Minh chuẩn bị xâm chiếm Okinawa. Cuộc đụng độ đầu tiên của Vicksburg với lực lượng Nhật Bản trong khi nó đang làm nhiệm vụ hộ tống diễn ra vào ngày 18 tháng 3, ở cách 100 dặm (160 km) về phía Đông đảo chính quốc Nhật Bản Kyūshū. Một máy bay ném bom-ngư lôi Mitsubishi G4M "Betty" thực hiện một cuộc tấn công thả ngư lôi, phóng quả đạn của nó ra lúc con tàu đang trong quá trình bẻ lái khẩn cấp. Quả ngư lôi lướt qua trước mũi con tàu 35 yd (32 m) rồi chạy song song với con tàu bên mạn trái. Chỉ trong vòng 20 phút sau, một máy bay đối phương khác đến gần, thả pháo sáng rồi hấp tấp rút lui né tránh hỏa lực phòng không dày đặc từ các con tàu khác của Đội đặc nhiệm 58.1.
Không lâu sau đó, đã được đặt trong tình trạng báo động tác chiến, Vicksburg, khai hỏa bằng các khẩu đội pháo Bofor 40 mm phòng không. Chiếc máy bay đối phương đi ngang qua đội hình tàu chiến, và các khẩu Bofor của Vicksburg bắt đầu bắn hỏng máy bay đối phương sau khi nó đã bị bắn cháy bởi hỏa lực từ khác. Giây lát sau, nó bị bắn rơi. Đến 06 giờ 00, một chiếc Yokosuka P1Y "Frances" lại tiếp cận đội hình, hướng đến một trong những chiếc tàu sân bay trong nhóm từ phía sau. Nó nhanh chóng lượn vòng và bổ nhào xuống chiếc tàu sân bay xuyên qua làn đạn phòng không. Tuy nhiên, đối phương không bao giờ đến được mục tiêu, do màn hỏa lực phòng thủ dày đặc, có thể từ chính chiếc tàu sân bay, đã bắn rơi chiếc "Frances" xuống nước.
Không đầy hai giờ sau đó, một chiếc Yokosuka D4Y "Judy" bất ngờ tấn công và bay lướt qua Vicksburg. Hỏa lực phòng không của chiếc tàu tuần dương đã đánh đuổi kẻ tấn công và ghi được ba phát trúng trước khi một quả đạn pháo 5 inch, có thể của tàu khu trục Harrison hoặc tàu tuần dương Miami, đã bắn nổ tung nó trên trời.
Trong khi đó, máy bay từ các tàu sân bay đã tấn công các mục tiêu trên bờ trên các đảo chính quốc Nhật Bản. Các tàu tuần dương và tàu khu trục cùng đi cũng không nghỉ ngơi, vì quân Nhật quay trở lại vào ngày hôm sau. Lúc 07 giờ 15 phút, một máy bay Nhật Bản lượn bổ nhào về phía tàu sân bay Wasp, ghi được một quả bom ném trúng đích. Không lâu sau đó Vicksburg nổ súng vào máy bay đối phương. Trong lúc đang lượn vòng lại, có thể nhằm một đợt tấn công mới hay lẩn tránh các máy bay Mỹ thuộc lực lượng tuần tra chiến đấu trên không, máy bay đối phương trúng một phát nổ tiếp cận đạn phòng không do Vicksburg bắn lên, làm gẩy một bên cánh rồi bốc cháy trước khi đâm xuống biển.
Trong khi hỗ trợ cho các đòn tấn công xuống các mục tiêu Nhật Bản để vô hiệu hóa việc phòng thủ chuẩn bị cho cuộc chiếm đóng quần đảo Ryukyu sắp tới, Vicksburg đã tiêu diệt tám máy bay Nhật Bản. Ngoài ra, một thủy phi cơ Kingfisher của con tàu đã giải cứu được một phi công Thủy quân Lục chiến bị bắn rơi xuống biển ngoài khơi các đảo chính quốc Nhật Bản.

### Okinawa - 1945
Được cho tách ra cùng với Đội đặc nhiệm 58.1, Vicksburg đi đến một vị trí ngoài khơi Okinawa cho những nhiệm vụ bắn phá bờ biển và hỗ trợ gần bờ. chiếc tàu tuần dương hạng nhẹ đã bắn gần 2.300 quả đạn pháo 6 inch và 5 inch trong vòng 6 giờ nhằm hỗ trợ cho một đợt tấn công của Lục quân ở phần phía Nam của hòn đảo. Một số mục tiêu chỉ cách vài trăm mét trước tiền duyên của lực lượng trên bờ, một tình huống đòi hỏi bắn chuẩn xác. Các khẩu pháo của Vicksburg đã tiêu diệt các vị trí pháo, hầm trú ẩn và điểm đề kháng mạnh của đối phương.
Sau khi rời khu vực Ryukyu vào cuối chiến dịch Okinawa, Vicksburg hỗ trợ hoạt động quét mìn tại biển Đông Trung Quốc cho đến ngày 24 tháng 6, khi nó lên đường hướng xuống quần đảo Philippine. Nó tiếp tục ở lại vùng biển Philippine cho đến khi Nhật Bản chấp nhận đầu hàng vào ngày 15 tháng 8 năm 1945. Năm ngày sau, chiếc tàu tuần dương hạng nhẹ rời vịnh San Pedro thuộc Leyte trong thành phần Đơn vị Đặc nhiệm 30.3.7 cùng với các tàu khu trục Moale, Rowe và Lowry. Trong khi các con tàu đi đến một điểm hẹn ngoài khơi các đảo chính quốc Nhật Bản, nơi chúng sẽ gặp gỡ một lực lượng tàu sân bay nhanh, Lowry trông thấy và đã phá hủy một quả thủy lôi bị trôi dạt.
Vicksburg gia nhập Đội đặc nhiệm 38.2 vào ngày 24 tháng 8, trong thành phần Lực lượng Đặc nhiệm 38 dưới quyền Phó đô đốc John S. McCain, Jr., rồi được tiếp nhiên liệu và tiếp tế ngoài biển. Đội đặc nhiệm 38.2 có nhiệm vụ bảo vệ các con đường dẫn đến vịnh Tokyo trước khi Nhật Bản chính thức ký kết đầu hàng vào ngày 2 tháng 9 năm 1945. Ba ngày sau, Vicksburg tiến vào vịnh Tokyo.

### Sau chiến tranh
Tại đây, Chuẩn đô đốc I. J. Wiltse, Tư lệnh Đội tuần dương 10, chuyển cờ hiệu của mình sang chiếc Vicksburg, và vào ngày 20 tháng 9, chiếc tàu tuần dương hạng nhẹ rời vịnh Tokyo trong thành phần một đội đặc nhiệm của Đệ Tam hạm đội dưới quyền chỉ huy của Chuẩn đô đốc John F. Shafroth hướng đến Okinawa, nơi nó thả neo tại vịnh Buckner vào ngày 23 tháng 9. Tại đây, 2.200 hành khách đã lên tàu để được vận chuyển quay trở về Hoa Kỳ. Năm ngày sau khi đi đến Trân Châu Cảng vào ngày 4 tháng 10, Vicksburg dẫn đầu đội hình Đệ Tam hạm đội quay trở về Hoa Kỳ. Vào ngày 15 tháng 10, hạm đội duyệt binh tại vịnh San Francisco, California. Vicksburg tiếp tục ở lại cảng này cho đến ngày 26 tháng 10, khi nó lên đường đi đến vịnh Monterey, California tham gia các lễ hội kỷ niệm Ngày Hải quân ở đây vào ngày 27 tháng 10. Con tàu đến Long Beach, California vào ngày 31 tháng 10, nhưng lại chuyển đến Portland, Oregon, vào ngày 6 tháng 11 để tham gia các hoạt động nhân Ngày Đình chiến trước khi quay trở lại Long Beach vào ngày 16 tháng 11.
Được cho đại tu tại Xưởng hải quân Terminal Island trong vịnh San Francisco từ ngày 17 tháng 1 năm 1946, Vicksburg cũng được hiện đại hóa, và có thể là con tàu tiên tiến nhất trong lớp của nó. Vào ngày 20 tháng 5 năm 1946, Vicksburg trở thành soái hạm cho Phó đô đốc Frederick C. Sherman, Tư lệnh Đệ Tam hạm đội, vốn đã chuyển cờ hiệu của mình từ thiết giáp hạm Iowa vào ngày hôm đó. Hai ngày sau, chiếc tàu tuần dương di chuyển đến San Diego, nơi nó thả neo tại Căn cứ Không lực Hải quân San Diego. Nó tiếp tục ở lại đây cho đến tháng 9, khi nó tạm thời làm soái hạm cho Phó đô đốc A. E. Montgomery.
Vicksburg cuối cùng được cho xuất biên chế vào ngày 30 tháng 6 năm 1947 tại San Francisco, California. Nó bị bỏ không cho đến khi được rút tên khỏi danh sách Đăng bạ Hải quân vào ngày 1 tháng 10 năm 1962. Nó được bán cho hãng National Metal and Steel Corporation ở đảo Terminal, California vào ngày 25 tháng 8 năm 1964 và bị tháo dỡ sau đó.

## Phần thưởng
Vicksburg được tặng tưởng hai Ngôi sao chiến trận cho thành tích hoạt động trong Thế Chiến II.
|                           |  |  |
| Bronze star · Bronze star |  |  |

| Dãi băng Hoạt động Tác chiến                                            | Dãi băng Hoạt động Tác chiến         | Huân chương Chiến dịch Hoa Kỳ        | Huân chương Chiến dịch Hoa Kỳ           |
| Huân chương Chiến dịch Châu Á-Thái Bình Dương với 2 Ngôi sao Chiến trận | Huân chương Chiến thắng Thế Chiến II | Huân chương Chiến thắng Thế Chiến II | Huân chương Phục vụ Chiếm đóng Hải quân |